# 张杰 (1961年)
张杰（1961年—），男，汉族，安徽阜南人，中共党员，中华人民共和国政治人物。

## 生平
历任安徽省环保局审计处长、办公室主任，安徽省亳州市委秘书长，亳州市委常委、市委秘书长、市委宣传部长，安徽省委副秘书长、省委督查室主任，安徽省政府法制办公室主任，安徽省政府副秘书长、办公厅主任，安徽省政协常委、省政协港澳台侨和外事委员会主任等职。
2022年5月，当选安徽省环保联合会第四届理事会主席。